# Solanum malacothrix
Solanum malacothrix är en potatisväxtart som beskrevs av Sandra Diane Knapp. Solanum malacothrix ingår i släktet skattor som ingår i familjen potatisväxter. Inga underarter finns listade i Catalogue of Life.